# Agustí Vilar i Martínez
Agustí Vilar i Martínez (Sant Feliu de Llobregat, Baix Llobregat, 1955) és un professor i poeta català. Com a poeta ha publicat Com s'estima un poble (1980), que el 1979 guanyà el premi Martí i Dot de poesia, Octubre endins (1993); Mirades sense fulles (1996), i Sargantana-carícies (2003).
Estudià filologia catalana i exercí de professor de català a Sant Feliu de Llobregat, on tingué un paper cabdal en la formació de docents de la llengua, que posteriorment han impulsat el procés d'immersió lingüística a les escoles de primària. Participa en la vida cultural i en els moviments veïnals de la seva ciutat, tasca que ha continuat després de restar cec i sord, a l'inici de la dècada de 1990, discapacitat que l'ha portat també a participar en activitats d'entitats com l'ONCE o l'Associació Catalana per a la Integració del Cec (ACIC). Així, destaca la seva implicació i compromís amb la cultura, com a impulsor del premi de poesia Martí i Dot el 1975, o amb la política, com a promotor de les forces progressistes de la ciutat. Vinculat a Esquerra Republicana de Catalunya, formà part de les seves llistes a Sant Feliu de Llobregat en les eleccions municipals espanyoles del 2007. Pel que fa a la seva tasca social, va destacar en la formació del moviment veïnal de barri de Can Calders o en la defensa de les polítiques d'atenció a les persones amb discapacitat.
L'any 2015 rebé el premi Roc Boronat de l'ONCE per la novel·la Grans abans d'hora, un premi que el va convertir en el primer cec a guanyar el guardó. A banda, la seva tasca d'activista social i el seu treball en la recuperació i normalització del coneixement i l'ús de la llengua catalana l'han fet mereixedor de la Medalla de la Ciutat de Sant Feliu el 2014, un premi que subratlla també la intensa activitat cultural, social i professional amb les dificultats que té una persona cega i sorda. El 2019 rebé el premi Joan Coromines de la Coordinadora d'Associacions per la Llengua Catalana (CAL).